# Friedrich Abraham
Friedrich Abraham (n. 5 octombrie 1836, județul Brașov - d. 25 martie 1906, comuna Homorod, județul Brașov) a fost un geograf și teolog sas.

## Studii
A absolvit gimnaziul din Sighișoara în 1858 iar apoi a studiat teologia la universitățile din Jena și Viena.

## Activitatea desfășurată
Între 1862 și începutul lui 1872 își desfășoară activitatea ca profesor, apoi este desemnat rector și ulterior ajutor de predicator la Rupea având studii de teologie. Între 1872 și 1887 slujește ca preot evanghelic în Făgăraș, iar în 1887 la Homorod, lângă Rupea. Este autorul mai multor lucrări referitoare la geografia și speologia Munților Făgăraș publicate în periodicul sibian Jahrbuch des Siebenbűrgischen Karpathenvereins.

## Opera
- Zum Podragu See (La lacul Podragu), în Jahrbuch des Siebenbűrgischen Karpathenvereins (infra Jahrbuch des Siebenbűrgischen Karpathenvereins), Anul V, Sibiu, 1885, p. 77-87. Lacul Podragu Mare (adânc de 15.5 m, ocupând o suprafață de 28550 mp, la o altitudine de 2140 m) se află în căldarea Podragului, lângă cabana turistică Podragu.
- Zu Gârbova bei Ober Venezie 1001 m (La Gârbova de lângă Veneția de Sus 1001m), în Jahrbuch des Siebenbűrgischen Karpathenvereins, Anul V, Sibiu, 1885, p. 128-131. Articolul cuprinde următoarele informații : La Veneția de Sus funcționa o fabrică de parchete (a firmei elvețiene Dürer) și una de produse ceramice. Gârbova este un masiv calcaros din Munții Perșani.[3]
- Die Hőhlen bei Ober Comana (Peșterile de la Comăna de Sus). Peștera în Valea Cerbului, în masivul calcaros Bulz din Munții Perșani. Ein Beitrag zur Hőhlenkunde Siebenbürgens, în Jahrbuch des Siebenbürgischen Karpathenvereins, Anul VII, Sibiu, 1886, pp. 50-53.[4]
- Zum Koltzu Viștea Mare (Excursie la Colțul Viștea Mare), în Jahrbuch des Siebenbürgischen Karpathenvereins, Anul VII, Sibiu, 1886, pp. 149-155. Aici se menționează cheile Ucea Mare și Viștea Mare.[5]
- Vereins Angelegenheiten, în Jahrbuch des Siebenbürgischen Karpathenvereins, Anul VII, Sibiu, 1886, pp. 156-232
- Über den Negoi zum Buleasee (Prin Negoi la lacul Bâlea), în Jahrbuch des Siebenbürgischen Karpathenvereins, Anul XI, Sibiu, 1891, pp. 51-60. Articolul cuprinde informații despre glăjăriile făgărășene Arpaș, Cârțișoara, Porumbacu și cea mai recent înființată la Avrig. Descrie excursia din septembrie 1888 prin Porumbacu, Poiana Cheii, Cărarea Puha, Strunga Dracului, Negoi, Lacul Bâlea.[6]
- Bad Lobogó bei Karlshütte - Szent Keresztbánya (Băile Lobogo de la Vlăhița), în Jahrbuch des Siebenbürgischen Karpathenvereins, Anul XIV, Sibiu, 1894, pp. 70-76. Acest articol cuprinde date balneare și turistice. Băile sunt așezate în zona pădurilor de conifere.[7]
- Vereins Angelegenheiten, în Jahrbuch des Siebenbürgischen Karpathenvereins, Anul XIV, Sibiu, 1894, pp. 77-122